# Jakob Bagge
Jakob Tordsson Bagge af Boo, född 1502, död 1577, svensk amiral och ståthållare. Namntilläget "af Boo" syftar på Boo sätesgård, på Värmdön, nuvarande Nacka kommun, som Jakob Bagge erhöll i förläning av Gustav Vasa. Namntillägget är sannolikt av senare datum.

## Biografi
Jakob Bagge föddes i maj 1502 i Halland eller Norge som son till Thord Olofsson Bagge och Ingeborg Jakobsdotter, båda av norsk adlig börd.  Både han och hans far var först i dansk tjänst, men trädde i svensk tjänst för Gustav Vasa 1522. Bagge blev först känd som fogde, men var redan 1534 hövitsman över en fänika knektar och deltog under grevefejden som befälhavare både till lands och sjöss. 1535 besegrade han Johan av Hoya i Halmstad. 1541 blev han underamiral vid flottan. Under Dackefejden blev han krigsöverste och spelade stor roll vid repressalierna mot smålänningarna efter Nils Dackes död. 
Under kriget mot Ryssland på 1550-talet deltog Bagge som fältöverste och erhöll adelsbrev av Gustav Vasa, som även gav honom stora förläningar. Under det nordiska sjuårskriget 1563–70 förde han befäl över den svenska flottan och han deltog 30 maj 1563 i den strid mot danskarna vid Bornholm som blev anledning till krigsutbrottet. I det ryktbara slaget besegrade han danska flottan och tog dess amiral Jacob Brockenhuus till fånga, varför kung Erik lät segraren hålla ett lysande triumftåg i Stockholm. Han sågs som en stor krigshjälte. 
Vid första slaget vid Ölands norra udde i maj 1564 äntrade danskarna hans amiralsskepp Mars även kallat Jutehataren eller Makalös och tog Bagge till fånga. Han fördes då till Köpenhamn där han hölls fången i sju år. 
Vid sin återkomst till Stockholm utnämndes han 1571 till slottsloven (kommendant) på slottet Tre Kronor i Stockholm och dog där den 14 januari 1577. Han var även herre till Boo gård, Lännersta gård och Mems slott. Hans hustru hette Anna Jönsdotter, med vilken han hade sönerna Jakob d.y. och Johan.

## Namn
Såväl Baggensfjärden, Baggensstäket, Baggensgatan och torpedkryssaren HMS Jacob Bagge har fått sina namn efter honom.